# 제니 가스
제니 가스(Jennie Garth, 1972년 4월 3일 ~ )는 미국의 배우이다.

## 출연 작품

### 영화
- 엄마의 새출발 (1989, Brand New Life: The Honeymooners)
- 다니엘 스틸 - 스타 (1993, Danielle Steel's Star)
- Without Consent (1994)
- 폴링 포 유 (1995, Falling for You)
- A Loss of Innocence (1996)
- Holidaze (2013)

### 텔레비전
- 그로잉 페인스 (1989)
- 베벌리힐스 아이들 (1990-2000)
- 멜로즈 플레이스 (1992)
- 왓 아이 라이크 어바웃 유 (2002-06)
- 아메리칸 대드! (2006) - 애니메이션
- 댄싱 위드 더 스타 (2007) - 경쟁자
- 90210 (2008-10)
- 커뮤니티 (2013)
- 컵케이크 워 (2016) - 경쟁자
- 로봇 치킨 (2016) - 애니메이션
- 루폴의 드래그 레이스 (2017) - 객원 심사위원
- 더 믹 (2018) - 본인 역
- 마스터셰프 US (2019) - 경쟁자
- 헬's 키친 (2023) - 손님